# Zbirka Franjevačkog samostana u Sinju
Zbirka Franjevačkog samostana u Sinju se sastoji od nekoliko zbirki: arheološka (prapovijest i antika), numizmatička, lapidarij srednjovjekovnih spomenika i ulomaka, etnografska zbirka, gotičke i barokne umjetnine te tkanine iz 17. i 18. stoljeća. Samostan posjeduje biblioteku i arhiv značajan za povijest Cetinske krajine, osobito razdoblja protuturskih ratova.